# Comisario del Rey
Los Países Bajos tienen 12 provincias, sin poder legislativo, que son administradas por los Estados Provinciales o Asamblea de la Provincia (Provinciale Staten), por la Diputación Provincial (Gedeputeerden) y por el Comisario del Rey (Commissaris van de Koning).
El Comisario del Rey es nombrado por el Gobierno Central y preside la Asamblea de la Provincia. Comisario que también preside el Gobierno Provincial, compuesto por miembros de la Asamblea.
Los miembros de la Asamblea de la Provincia son elegidos por los votos de los habitantes de las provincias que tienen derecho al voto (la edad mínima para votar en las elecciones es de 18 años).
Esos miembros de la Asamblea de la Provincia electos escogerán a los miembros del Senado, también llamado Primera Cámara (Eerste Kamer) en el poder ejecutivo.
Durante el reinado de una monarca, el título cambia a Comisario de la Reina (Commissaris van de Koningin).

## Lista de los actuales comisarios
| Partido político       | Partido político    | Partido político    |                                                 | Partido del Trabajo    |
| Partido político       | Partido político    | Partido político    | Partido Popular por la Libertad y la Democracia |                        |
| Partido político       | Partido político    | Partido político    | Llamada Demócrata Cristiana                     |                        |
| Partido político       | Partido político    | Partido político    | Unión Cristiana                                 |                        |
| Partido político       | Partido político    | Partido político    | Demócratas 66                                   |                        |
| Provincia              | Comisionado del Rey | Comisionado del Rey | Comisionado del Rey                             | Desde                  |
| Drente                 |                     | Jetta Klijnsma      |                                                 | 1 de diciembre de 2017 |
| Flevoland              |                     | Leen Verbeek        |                                                 | 1 de noviembre de 2008 |
| Frisia                 |                     | Arno Brok           |                                                 | 1 de marzo de 2017     |
| Güeldres               |                     | John Berends        |                                                 | 6 de febrero de 2019   |
| Groninga               |                     | René Paas           |                                                 | 18 de abril de 2016    |
| Limburgo               |                     | Émile Roemer        |                                                 | 1 de diciembre de 2021 |
| Brabante Septentrional |                     | Ina Adema           |                                                 | 1 de octubre de 2020   |
| Holanda Septentrional  |                     | Arthur van Dijk     |                                                 | 1 de enero de 2019     |
| Overijssel             |                     | Andries Heidema     |                                                 | 11 de julio de 2018    |
| Holanda Meridional     |                     | Jaap Smit           |                                                 | 1 de enero de 2014     |
| Utrecht                |                     | Hans Oosters        |                                                 | 1 de febrero de 2019   |
| Zelanda                |                     | Han Polman          |                                                 | 1 de marzo de 2013     |